# Interactividad

Interactuación con la realiad virtual (1995)

El término interactividad se utiliza para referirnos a la relación de participación entre los usuarios, sistemas informáticos, libros, etc. Es un proceso de comunicación entre humanos y computadoras. Algunos ejemplos son:  
- Navegar por un sitio web.
- Usar las redes sociales.
- Jugar un videojuego.

Se refiere a ella como la capacidad de las computadoras por responder a los requerimientos de los usuarios. Es un concepto ampliamente utilizado en las ciencias de la comunicación, en informática, en diseño multimedia y en diseño industrial. 
En su campo de aplicación suele hablarse de tres niveles de comunicación:
- No interactiva, cuando un mensaje no se relaciona con otro previo.
- Reactiva, cuando un mensaje se relaciona únicamente con el previo inmediato.
- Interactiva, cuando un mensaje se relaciona con una serie de elementos previos.

Sheizaf Rafaeli definió a la interactividad como "una expresión extensiva que en una serie de intercambios comunicacionales implica que el último mensaje se relaciona con mensajes anteriores a su vez relativos a otros previos".
La interactividad es similar al nivel de respuesta, y se estudia como un proceso de comunicación en el que cada mensaje se relaciona con el previo, y con la relación entre este y los precedentes.

## Comunicación entre personas
La esencia de la interactividad radica en la conversación bidireccional receptor-emisor y en el grado en que la comunicación supere esta. 
Cabe mencionar que la comunicación entre personas se conoce como interacción, no interactividad. Para que se considere interactividad a la comunicación entre personas, debe haber de por medio en ese sistema de comunicación un sistema informático, por ejemplo, una computadora.

## Comunicación entre personas y máquinas
En el contexto de la comunicación entre ser humano y máquina, el concepto se refiere al comportamiento interactivo del aparato tal como lo experimente el primero. Esto difiere de otros aspectos de la máquina tales como su apariencia visual, su forma de trabajo interna, o el significado de los signos que transmita.
Por ejemplo, la interactividad de un walkman no reside en su forma física o color, su habilidad para reproducir música, o su capacidad de almacenamiento: es en cambio el comportamiento de su interfaz de usuario tal como este la experimenta. Esto incluye la forma en que debe moverse el dedo sobre el , la forma en que este permite seleccionar una canción para reproducirla, y la manera en que uno controla el volumen.

## Diseño de interacción
El diseño de interacción se enfoca en los mecanismos del diseño y en cómo debería funcionar el diseño.
De acuerdo a Rogers, Y. Sharp, H. Precce, J. (2011) el proceso de diseño de interacción se desarrolla en 4 etapas: Requerimientos, alternativas de diseño, prototipado y evaluación.

## Niveles de interactividad
La comunicación de un usuario con un sistema o programa se da a través de diferentes tipos de niveles de interactividad, los cuales son medidos de acuerdo a la interacción con base en  niveles permitidos por los equipos y niveles de las interfaces. Moreno maneja 5 niveles de interactividad de los equipos que van desde el nivel 0 hasta el nivel 4; los primeros tres niveles se refieren a equipos lineales que van desde un control limitado, hasta la visualización con un número reducido de opciones; Así los niveles 3 y 4 permiten un mayor control de los contenidos. Moreno a su vez explica los niveles de interactividad, aunque los contenidos no sean interactivos, así agrupa tres grados de interactividad: 
- Participación selectiva
- Participación trasformativa
- Participación constructiva:

- Participación selectiva.
- Participación transformativa. El usuario no solo selecciona los contenidos propuestos por el autor, sino que también puede transformarlos

Por su parte Meritxell  lo explica con 2 niveles: el nivel de interactividad bajo, en el que la intervención del usuario se reduce a avanzar o retroceder en la presentación de la información y nivel de interactividad elevado, que es cuando “el usuario, con su actuación, esté modificando el valor de las variables que intervienen en un determinado fenómeno y pueda ver como el programa se ajusta a los valores asignados, visualizando el resultado mediante la ejecución del proceso”.

## Tipos de Hiperactividad en juegos
El objetivo de los juegos interactivos se dividen, según Chris Crawford autor de Chris Crawford on Game Design (Crawford, 2007), en diferentes tipos, haciéndolos una subespecie de los juegos. Los cuales se dividen como:
Juegos: El objetivo es ganar por medio de reglas preestablecidas.
Acertijos: También es con reglas preestablecidas pero el objetivo es encontrar una resolución al problema.
Juguetes: Maleables al igual que los acertijos pero sin un objetivo a resolver.
Historia: Involucra fantasía y no puede ser alterada por los jugadores.